# Солник
Со́лник (болг. Солник) — село у Варненській області Болгарії. Входить до складу общини Долішній Чифлик.

## Населення
За даними перепису населення 2011 року у селі проживали 222 особи, з них 206 осіб (99,5%) — болгари.
Розподіл населення за віком у 2011 році:
Динаміка населення: